# Třída Balao
Třída Balao byla třída diesel-elektrických ponorek námořnictva Spojených států amerických. Jednalo se o vylepšenou verzi ponorek třídy Gato lišící se zesíleným trupem a větší hloubkou ponoru – 122 metrů. Ponorky třídy Balao byly intenzivně nasazeny za druhé světové války. Po válce byla část ponorek modernizována v rámci programu GUPPY. Řadu ponorek třídy Balao od USA získaly zahraniční uživatelé – Itálie, Turecko, Řecko, Peru, Argentina, Chile, Venezuela a Čínská republika.
Ponorka USS Bullhead (SS-332) byla poslední americkou válečnou lodí potopenou nepřítelem za druhé světové války.
V aktivní službě je dosud ponorka námořnictva Čínské republiky Chaj-pao, zařazená do služby roku 1946 jako USS Tusk. Osm ponorek bylo zachováno jako muzea.

## Stavba
V letech 1942–1946 bylo postaveno celkem 132 ponorek této třídy.

## Konstrukce

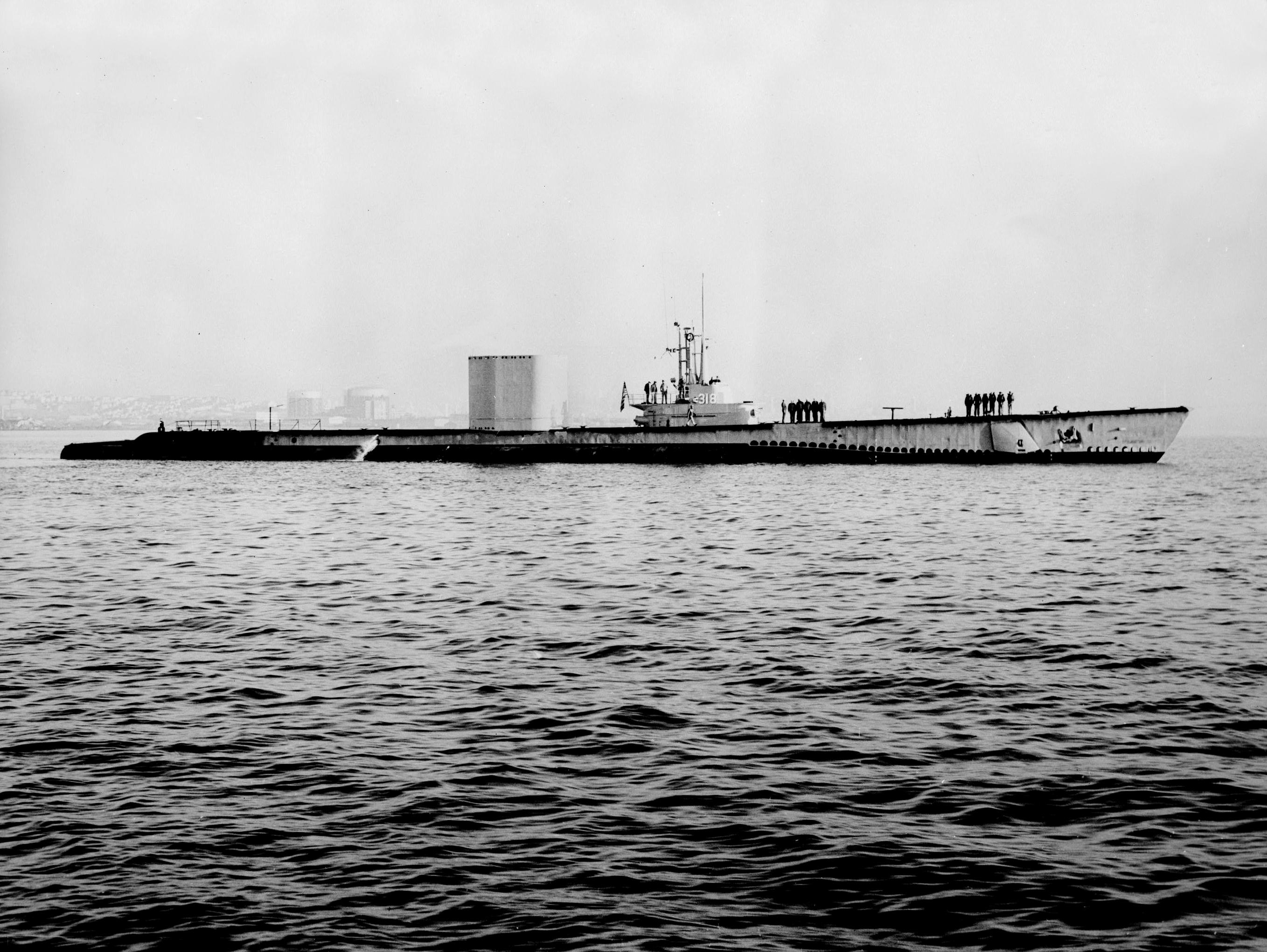
USS Baya (AGSS-318) v roce 1956

Výzbroj jednotlivých ponorek se lišila a byla během služby měněna. Základní vybavení představoval kanón ráže 127 mm a deset torpédometů 533 mm. Ponorka měla zásobu 24 torpéd. Pohonný systém tvořily dva diesely a dva elektromotory. Nejvyšší rychlost na hladině dosahovala 20 uzlů a pod hladinou 9 uzlů.